# Bashy Quraishy
Bashy Quraishy (født 1945 i Indien) er debattør, politiker, minoritetskonsulent og forfatter. Han var integrationsordfører for det nu nedlagte parti Minoritetspartiet, formand for Fair Play og tidligere formand og næstformand for Paraplyorganisationen for Etniske Mindretal (POEM).

## Biografi
Bashy Quraishy er født i Indien og opvokset i Pakistan. Han kom til Danmark første gang i 1970 og har boet her permanent siden 1985. Fra 1992 har han arbejdet fuldtids med politik, primært indvandrerpolitik. Han har jævnligt været benyttet som kommentator i medierne i sager om integration.

## Ekstern henvisning
- Bashy Quraishys hjemmeside Arkiveret 18. maj 2020 hos  Wayback Machine